# Diogmites reticulatus
Diogmites reticulatus là một loài ruồi trong họ Asilidae. Diogmites reticulatus được Fabricius miêu tả năm 1805.